# Харрисон, Крэйг (снайпер)

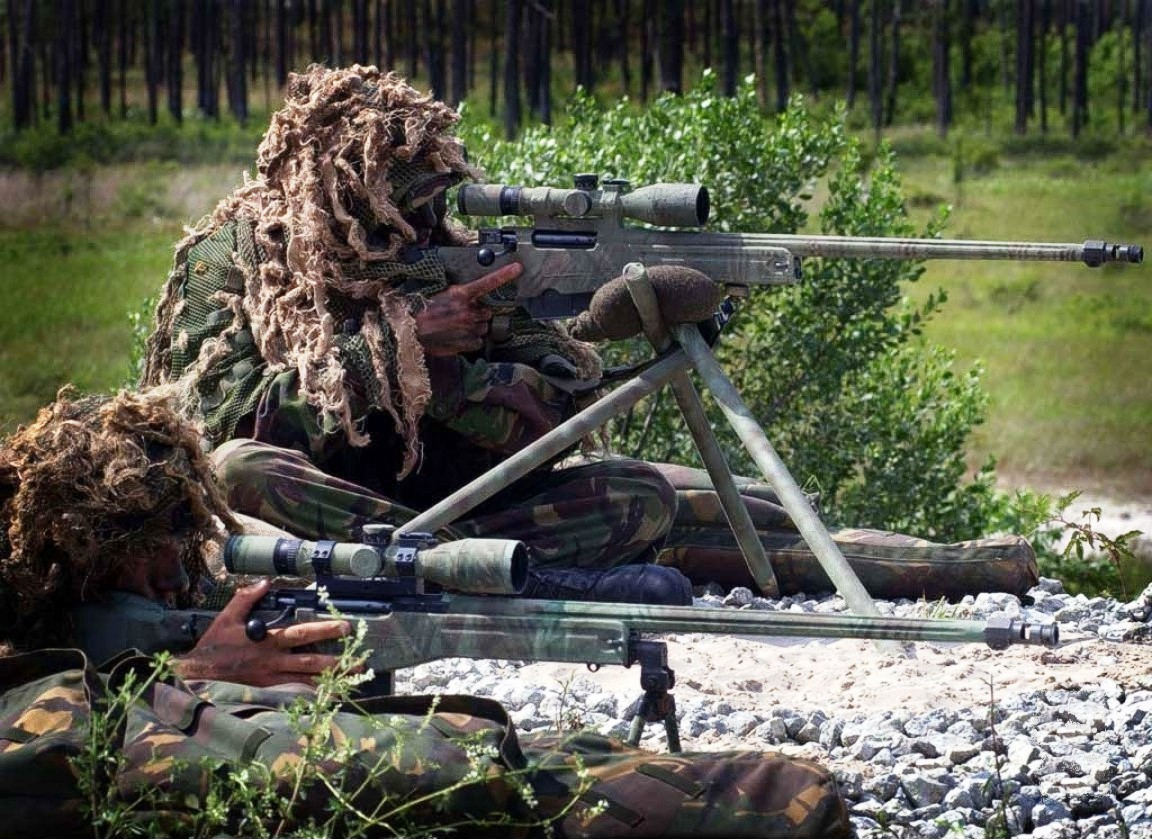
Морпехи-снайперы с винтовками L115A1, примерно того же типа, что использовал Харрисон, но с оптическими прицелами Schmidt & Bender 3-12x50 PM II

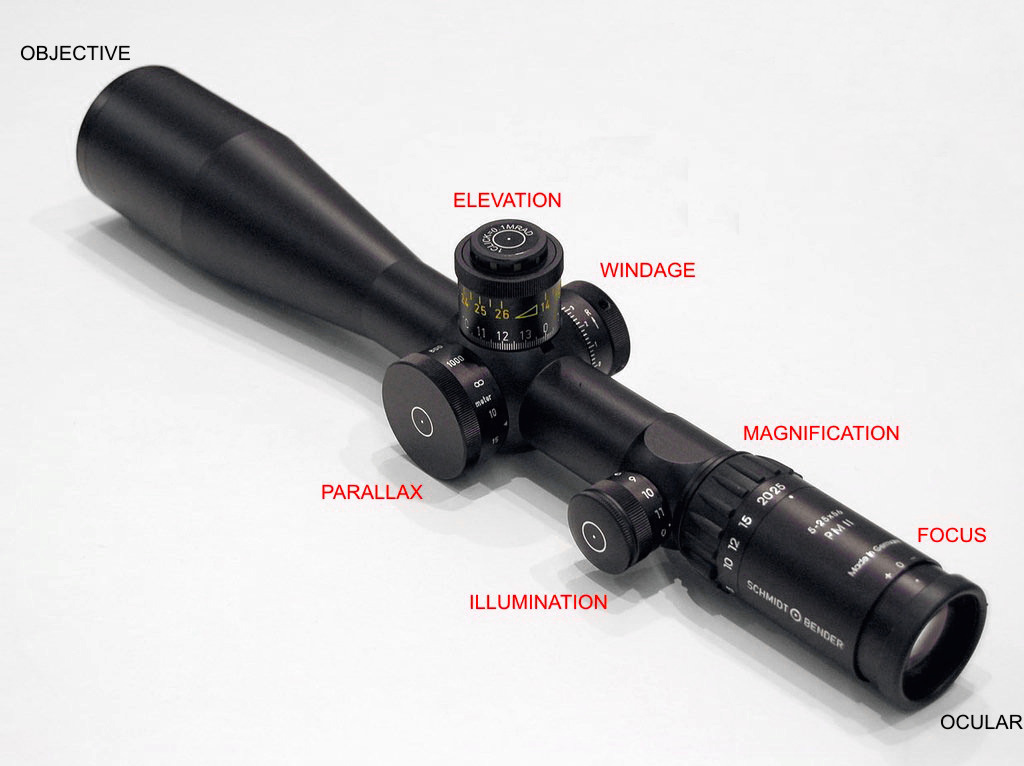
Оптический прицел Schmidt & Bender 5-25x56 PM II LP, такой же, что использовался Харрисоном во время рекордного выстрела

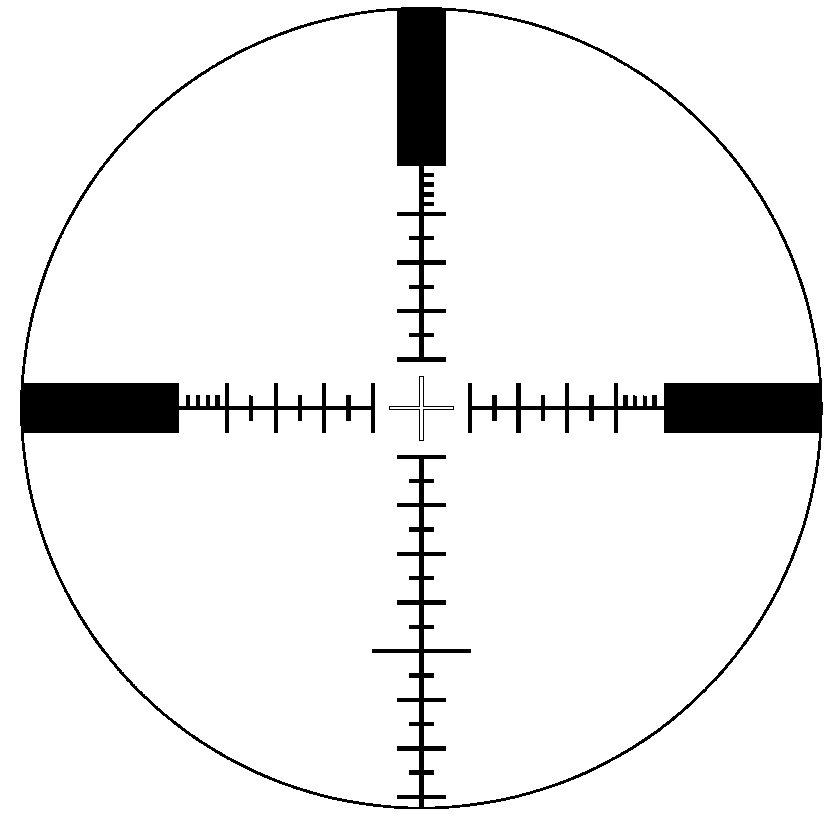

Крэйг Харрисон (англ. Craig Harrison; род. в 1974) — капрал от кавалерии в подразделении гвардейской кавалерии Blues and Royals британской армии. С ноября 2009 года по июнь 2017 года — обладатель рекордного по дальности, подтверждённого, результативного снайперского выстрела, сделанного в боевых условиях (2475 метров, на 45 метров превысил прежний рекорд). Результат занесён в книгу рекордов Гиннесса. В июне 2017 года рекорд был побит на километр неназываемым (из соображений секретности) канадским снайпером.

## Детали рекордного выстрела
В ноябре 2009 года Харрисон участвовал в операции объединённых сил в Афганистане, провинция Гильменд, в районе Муса-Кала. В ходе боя с боевиками, используя винтовку L115A3 Long Range Rifle и с расстояния 2475 метров ему удалось двумя выстрелами уничтожить двух талибов-пулемётчиков, а третьим вывести из строя сам пулемёт. В интервью телекомпании Би-Би-Си, Харрисон сообщил, что ему потребовалось 9 пристрелочных выстрелов, чтобы затем уже, последовательно «уложить» три пули точно по целям.
Также Харрисон упомянул о том, что в тот день в районе Муса-Кала погодные условия были идеальными для стрельбы на большие расстояния: чёткая видимость и полный штиль.
Согласно данным программы JBM Ballistics, пули, выпущенные Харрисоном из снайперской винтовки L115A3 Long Range Rifle, достигли своей цели примерно через 6,017 секунд полёта, при этом их скорость упала с 936 м/с до 251,8 м/с, а вертикальное отклонение составило около 120 метров (то есть если бы снайпер находился на одной высоте с целями, ему пришлось бы целиться на 120 метров выше).